# Oncidium brunleesianum
 Oncidium brunleesianum , também chamado de "dama dançante" por causa de seu labelo que se asemelha a uma bailarina,
é uma espécie de orquídeas da subfamília Epidendroideae da familia das Orquidáceas.

## Habitat
Esta espécie é nativa do Brasil, do estado do Rio de Janeiro. Orquídea epífita que cresce em bosques úmidos.

## Descrição
O Oncidium brunleesianum é uma orquídea de numerosas flores de pequeno tamanho.
Possui um pseudobulbo elipsoidal achatado lateralmente ou subcilíndrico de que saem em forma apical 1 ou 2 folhas oblongo-lanceoladas de 45 cm entre as quais desevolve uma haste floral paniculada com 2 a 3 flores por ramo ou racemo. A inflorescencia está densamente preenchida com numerosas flores pequenas.

## Cultivo
Cresce melhor plantado sobre o tronco ou em casca de árvore. Tem preferência por ambiente úmido, com sombra moderada e regas frequentes ao longo do ano, com menor frequência quando os pseudobulbos estiverem totalmente maduros.

## Sinônimos
- Epidendrum tetrapetalum Vell. (1831)
- Baptistonia echinata Barb. Rodr. (1877)
- Oncidium echinatum (Barb.Rodr.) Cogn. (1905)
- Oncidium vellozeanum Pabst (1957)

## Referencias
- Harry Zelenko :The Pictorial Encyclopaedia of Oncidium (1997)
- Koniger, W. 2003. New species of the genera Masdevallia, Oncidium and Sigmatostalix. Arcula no. 12: 298-311.